# علي خانلو
علي خانلو هي قرية في مقاطعة خدا أفرين، إيران. عدد سكان هذه القرية هو 208 في سنة 2006.